# Schloss Boller

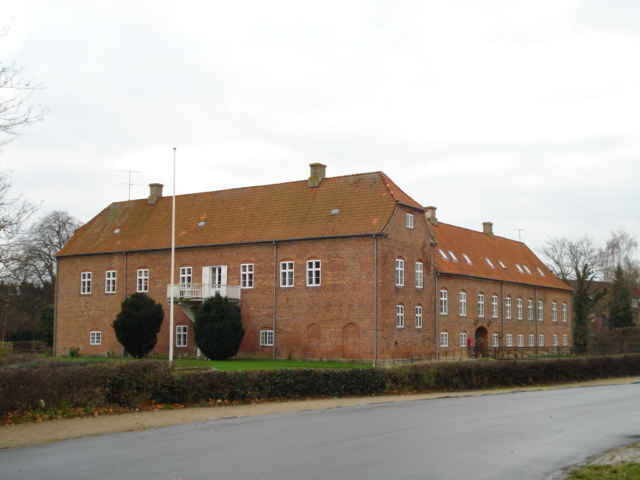
Schloss Boller (2007)

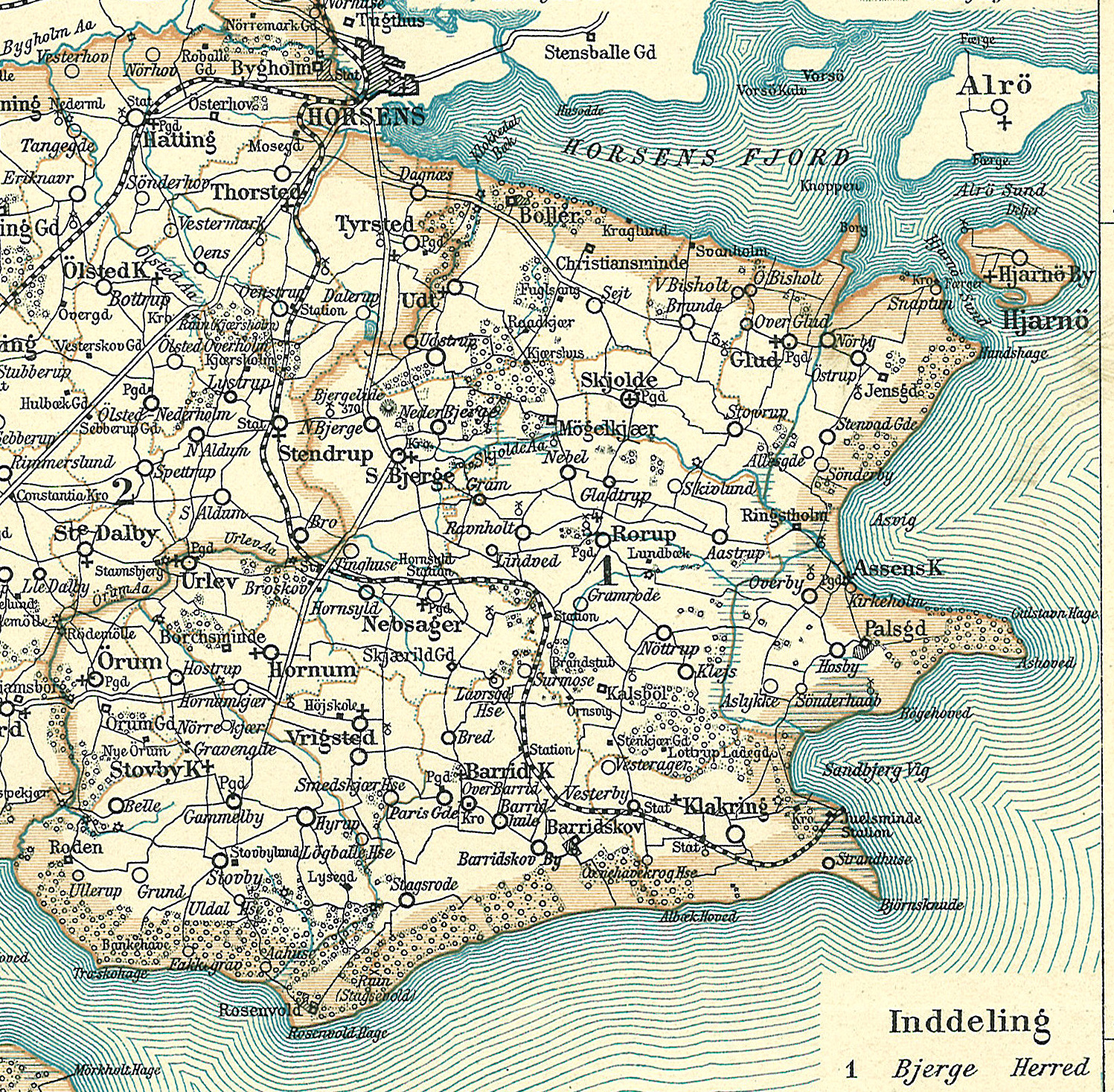
Boller liegt im Norden der Bjerre Harde am Horsens Fjord.

Schloss Boller (Dänisch: Boller Slot) ist ein Schloss bei Horsens im Osten der Region Midtjylland auf Jütland, dem dänischen Teil der Kimbrischen Halbinsel. Das Gut war seit seiner ersten Erwähnung 1350 bis 1930 im Besitz politisch bedeutsamer, den jeweiligen Königen nahestehender Adligen. Die prominenteste Bewohnerin war Kirsten Munk, die geschiedene Frau König Christians IV. Der heutige Bau geht auf das 16. Jahrhundert zurück. Er wurde im 18. und erneut im 20. Jahrhundert umgestaltet.

## Name und Lage
Der Name Boller entwickelte sich aus dem altdänischen Boluer, das zusammengesetzt ist aus bol = Baumstamm und ver = Fischereiort, bezeichnete also eine Niederlassung von Fischern im Wald. Das Schloss liegt drei Kilometer östlich von Horsens dicht am Horsens Fjord. Schloss und Ostsee sind durch einen Wald getrennt. Boller liegt im Kirchspiel Uth (Udt) im Norden der Bjerre-Harde, die zur Horsens Kommune gehört.

## Bau
Schloss Böller ist eine vierflüglige, nahezu quadratische Schlossanlage aus rotem Backstein auf einem Fundament von Granitquadern. Die Fassaden sind schlicht mit gleichmäßig angeordneten Fenstern. Dabei sind die Fenster im oberen Geschoss, in dem die repräsentativen Säle und Wohnräume der früheren Herrschaft lagen, größer als die der niedrigen Räume im Erdgeschoss, die früher als Arbeitsräume dienten. Das Gebäude ist an allen Seiten von einem Graben umgeben. Der Zugang zum westlichen Haupteingang führt über eine Brücke. Auf der Ostseite besteht ein schmaler Übergang zum Park.
Das Schloss wurde mehrfach umgebaut. Der älteste sichtbare Bauteil ist der gotische Nordflügel aus der ersten Hälfte des 16. Jahrhunderts. Er ist etwa anderthalb Meter höher als die anderen Flügel und hat einen eigenen Dachstuhl. Einzelne Elemente sowohl in der Fassade des Nordflügels als auch im Festsaal stammen aus dem Material einer abgebrochenen mittelalterlichen Kirche, darunter zwei Steine mit Gesichtern neben der Schwelle der Tür, die vom Innenhof in den Nordflügel führt. Im Untergeschoss des Nordflügels blieb die Küche aus der Erbauungszeit im 16. Jahrhundert mit einem tiefen Gewölbe fast im ursprünglichen Zustand erhalten. Am etwas jüngeren Ostflügel blieben Fassadenelemente aus der Renaissance-Zeit erhalten.
Das Schloss wurde 2015 bis 2017 renoviert und in privat vermietete Wohnungen aufgeteilt. Es ist daher nicht öffentlich zugänglich. Während das Äußere kaum verändert wurde, sind in den Innenräumen alte Baubestandteile den heutigen Ansprüchen an gehobenes Wohnen angepasst.

## Geschichte

### Otte Limbek, der erste Herr von Boller
Zum ersten Mal erwähnt wurde das Gut Boller 1350. König Valdemar IV. Atterdag bestätigte damals „Otte Lembeck aff Boluer skødte“ (= auf Boller Schloss) die Stiftung des Gutes Vintenlund an das Benediktinerkloster Voer. Otte Limbek war ein Gefolgsmann der Grafen Heinrich II. und Nikolaus von Holstein-Rendsburg, die die Herrschaft über große Teile von Jütland gegen Valdemar Atterdag behaupteten. Er stammte aus dem uradligen holsteinischen Geschlecht Lembeck oder Limbek, benannt nach dem Ort untergegangenen Lembeck bei Rendsburg. Das Geschlecht Limbek besaß bereits seit Beginn des 14. Jahrhunderts Land bei Horsens. 1313 schlug Ottes Onkel Markward Limbek an der Seite von Erik VI. Menved einen Bauernaufstand bei Horsens nieder. Sein Cousin Claus, nach dem die Lembecksburg auf Föhr benannt sein soll, erhielt 1340 die Burg Kalø als Pfand von dem holsteinischen Grafen Gerhard III., kurz bevor dieser bei Randers fiel. Wenig später wechselte er zu Valdemar Atterdag über.
Seit wann Otte Lembeck im Besitz von Boller war oder ob das Gut bereits seinem Vater Gotskalk († 1335) gehörte, ist nicht belegt. Bei Ausgrabungen 1993 neben dem Nordflügel konnte die Anlage eines Burggrabens und eines ersten Bauwerks aus der Zeit um 1350 nachgewiesen werden. Es ist also anzunehmen, dass Otte Limbek die erste Burg errichtete. Über das Aussehen dieser ersten Burg ist nichts bekannt. Da er Teile seines Landes verschenken konnte, muss er Boller als Eigentum oder Allod besessen haben. Zusätzlich hatte er Besitz bei Schleswig, von dem er der Nikolaikirche in Kappeln Land schenkte. Otte Limbek wurde letztmals 1365 erwähnt. Ein Sohn als Nachfolger ist nicht belegt. Als Erbe ist ein Neffe namens Hartvig Limbek erwähnt.

### Mogens und Anne Munk

Königin Margarethe I.

Der Ritter Mogens Munk erhielt 1391 Land beim Gut Nebbegård als Pfand von Otte Limbeks Neffen Hartvik. Dabei handelte es sich möglicherweise um Boller, denn es ist sicher, dass Munk spätestens 1400 Eigentümer von Boller war. Als Reichsrat und einer der mächtigsten von Königin Margarethes Beratern setzte Munk 1397 sein Siegel unter den Vertrag der Kalmarer Union. 1406 bescheinigte er, dass die Königin ihm die Burg Bygholm in Horsens samt der Umgebung als Lehen überlassen habe, dazu Koldinghus einschließlich Vejle und Kolding. Er fiel 1410 in der Schlacht von Sollerup im Kampf Dänemarks gegen die Holsteiner Grafen um das Herzogtum Schleswig. Die Königin zog daraufhin das Lehen wieder ein und bemächtigte sich auch des Privateigentums, zu dem neben Schmuck, kostbarer Kleidung und Möbeln auch Boller gehörte. Mogens’ Bruder setzte durch, dass der Privatbesitz des Verstorbenen der Witwe Kirsten Thott und den drei Töchtern überlassen wurde.
Mogens Munks jüngste Tochter Anne Munk († 1462) erbte Boller. Sie heiratete Henrik Knudsen Gyldenstierne († 1456). Dieser unterstützte als Ritter und Reichsrat Erik von Pommern im Kampf gegen die Hanse und die Holsteiner Grafen. Nach Eriks Absetzung als dänischer König erhielt er auch eine Stelle im Rat von Christoph III. Rund um Boller hielt das Paar königliches Eigentum, darunter Bygholm, als Pfand auf Lebenszeit. Nach dem Tod ihres Mannes konnte Anne Munk das Lehen um die Städte Horsens und Vejle vermehren. Ihr einziger Sohn Knud Gyldenstierne übernahm 1462 das Lehen Bygholm von seiner Mutter, starb aber nur wenige Jahre später.

### Boller unter der Familie Rosenkrantz

#### Erik Ottesen Rosenkrantz

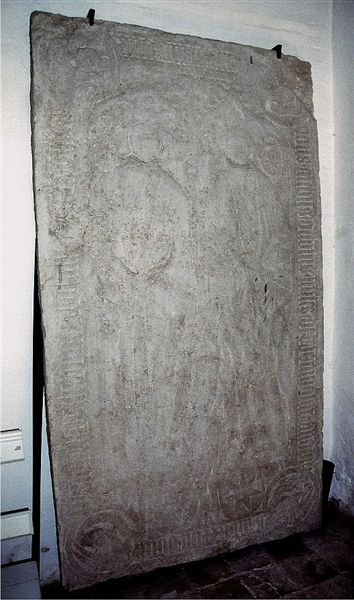
Grabstein von Erik Rosenkrantz und Sophie Gyldenstierne in der Kirche von Hornslet

Anne Munks älteste Tochter Sophie Henriksdatter Gyldenstierne (1430–1487) heiratete um 1451 Erik Ottesen Rosenkrantz (~1427–1503). 1462 erbte sie Boller von ihrer Mutter. So kam das Gut in das Eigentum der einflussreichen Familie Rosenkrantz, die es 150 Jahre besaß. Erik Rosenkrantz stand in der Gunst des etwa gleichaltrigen Königs Christian I. Er unterstützte dessen Ansprüche auf Schweden und Norwegen sowie Schleswig und Holstein sowohl auf militärischem als auch auf diplomatischem Wege. 1452 wurde er zum Reichsrat ernannt und schon 1456 zum Reichshofmeister befördert, dem höchsten Amt nach dem König. Dieses Amt hatte er bis zum Tod von Christian I. 1481 inne. Ende der 1450er-Jahre führte er eine Fehde einiger ostjütischer Adligen gegen Jens Iversen Lange, den Bischof von Aarhus, an, durch die der Bischof die Herrschaft über die Stadt Aarhus verlor. Später führte er weitere Fehden, teils gegen rivalisierende Gutsbesitzer, teils gegen politische Konkurrenten. Er selbst war der reichste dänische adlige Grundeigentümer seiner Zeit, auch als König Hans einige der Lehen einzog, die sein Vater ihm verliehen hatte. Erik Ottesen und Sophie Henriksdatter hatten 17 Kinder, von denen 13 das Erwachsenenalter erreichten, aber nur vier den Vater überlebten.

#### Anne Meinstrup und die Grafenfehde

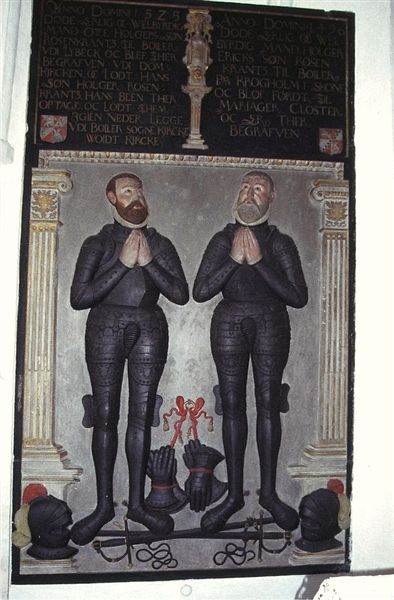
Grabstein von Holger Eriksen und seinem Sohn Otte Holgersen Rosenkrantz in der Kirche in Hornslet

Der Sohn Holger Eriksen Rosenkrantz erhielt Boller schon zu Lebzeiten seines Vaters als Erbe überschrieben. Er starb 1496 vor seinem Vater auf der Rückkehr von einer Reise nach Gotland, worauf das Erbe seinen Kindern übertragen wurde. Seine zweite Frau Anne Meinstrup verwaltete Boller neben ihren eigenen Gütern. Aus dieser Zeit (1499) stammt ein Verzeichnis der zu Boller gehörenden Ländereien, nach dem die zehn Dörfer Uth, Ustrup, Nedergaard, Sejet, Dagnæs, Tyrsted, Torsted, Hatting, Bottrup und Lystrup samt Ackerland, Wäldern und drei Mühlen zu dem Gut gehörten. Spätestens nachdem Anne Meinstrup Hofmeisterin bei Königin Christina wurde, übernahm Niels Eriksen Rosenkrantz, einer der Bruder ihres verstorbenen Mannes, zusätzlich zu der Vormundschaft für seine Neffen und Nichten auch die Verwaltung von Boller.
1516 übernahm Otte Holgersen Rosenkrantz, Holger Eriksens Sohn aus erster Ehe, das Gut. Er hielt sich aber in den Wirren der Zeit während der Absetzung von Christian II. selten dort auf. Er starb 1525 in Lübeck an der Pest und hinterließ mehrere unmündige Kinder, für die Anne Meinstrups Sohn Holger Holgersen das Gut verwaltete. Holger Holgersen war als Lehnsmann von Koldinghus und später von Nykøbing Falster ebenfalls kaum auf Boller. Im August 1534 wurde das befestigte Gutshaus von der Bauernarmee des Skipper Clement im Zusammenhang mit der Grafenfehde belagert. Bei Ausgrabungen 1993 fanden sich Brandspuren, die darauf schließen lassen, das das Haus zumindest teilweise niederbrannte. Holger Holgersen fiel im Oktober desselben Jahres im Kampf gegen die Bauernarmee. Anna Meinstrup wurde 1535 bei Ringsted ermordet.

#### Neubau von Schloss Boller unter Holger Ottesen Rosenkrantz und Karen Gyldenstierne

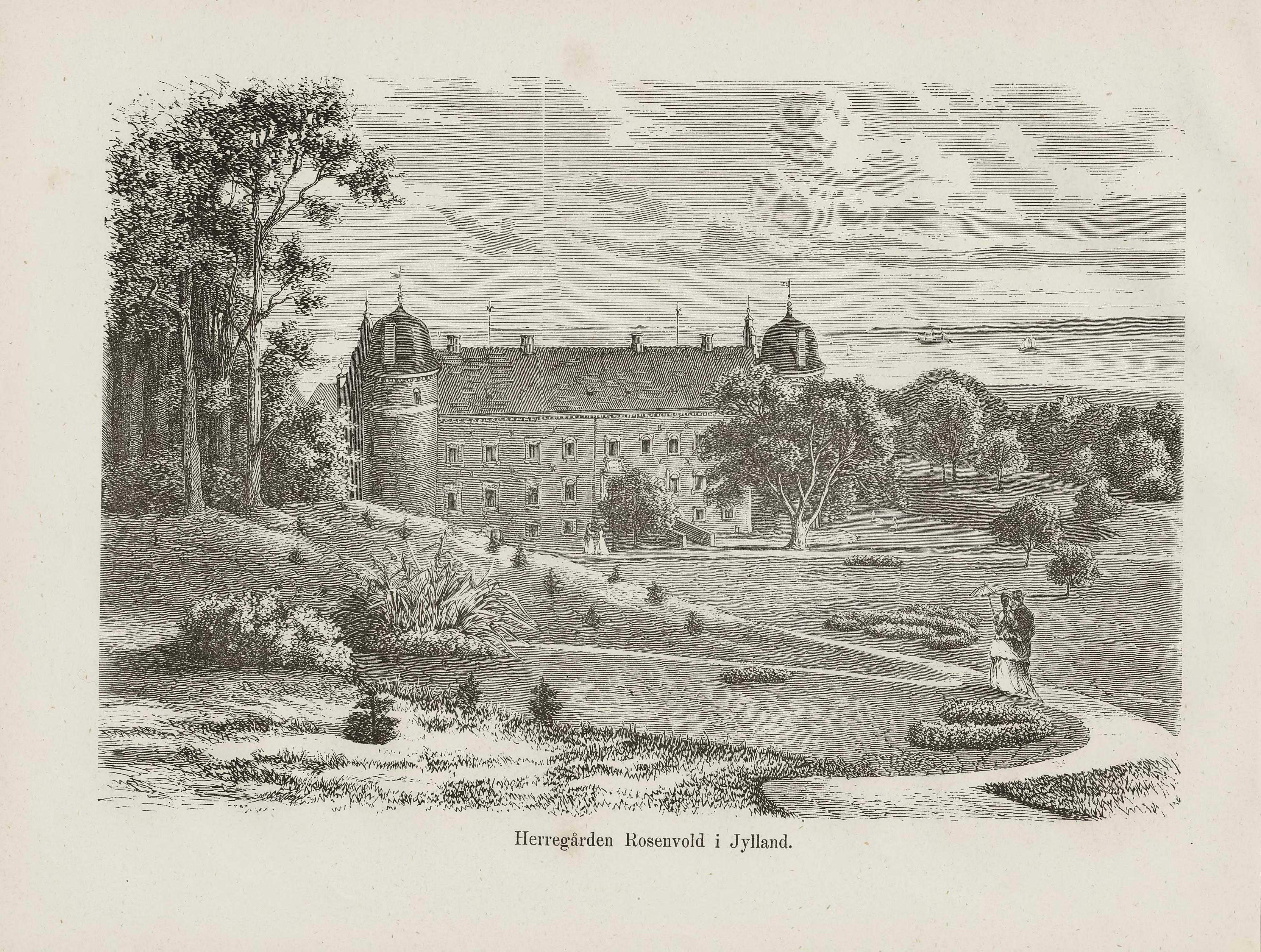
Der Südflügel von Boller sah vermutlich ursprünglich ähnlich aus wie das Gutshaus von Rosenvold.

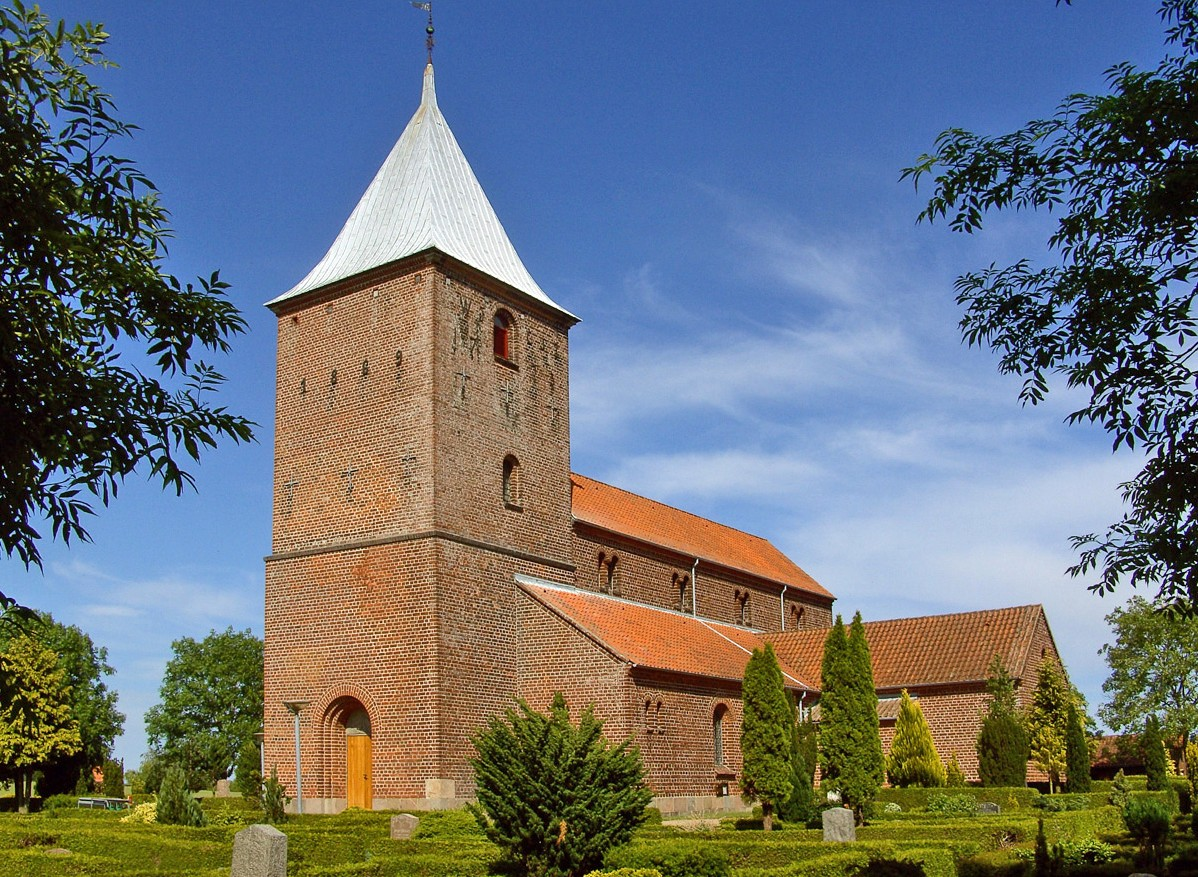
Die Kirche von Uth, deren Patrone die Besitzer von Boller waren.

Holger Eriksens ältester Enkel Holger Ottesen Rosenkrantz (1517–1575) übernahm das Gut 1537 und ließ das Haus neu aufbauen. Bei diesem Neubau handelt es sich um den heutigen Nordflügel. Für den im Stil der Gotik errichteten Bau wurde auch Material von der abgebrochenen romanischen Kirche von Sejer (oder Sejt) verbaut, das heute noch in der Halle zu sehen ist. 1541/43 wurde er von König Christian III. zum Reichsrat und Reichsmarschall ernannt. Nach seiner Hochzeit mit Mette Krognos († 1558) 1548 ließ Holger Ottesen sich offiziell auf Boller nieder. Er hielt sich aber nur selten dort auf, sondern lebte auf Burg Vordingborg, die er 1542–1551 als Lehen hatte, oder reiste im Auftrag des Königs. 1551 zahlte er seine Geschwister aus. Als alleiniger Eigentümer des Guts Boller ließ er das Gutshaus zu einem Schloss vergrößern: Gegenüber dem bisherigen Haus, dem heutigen Nordflügel, wurde der Südflügel errichtet. Das zunächst eigenständige Haus besaß zwei Seitentürme. Die beiden ältesten Häuser waren vermutlich mit zwei Mauern verbunden, die einen Innenhof bildeten. Der Südflügel mit seinen seitlichen Türmen sah ursprünglich ähnlich aus wie heute noch das Gutshaus, das Holger Rosenkrantz um 1770 in Rosenvold bei Randers im Süden der Bjerre-Harde anstelle einer alten Burganlage ein Gutshaus errichten ließ. Die zu Boller gehörenden Dörfer Tyrsted, Ustrup, Uth und Nedergård vereinigte er unter einer Jurisdiktion zum Boller Birk. Die Bauern dieser Dörfer zwang er in die Leibeigenschaft. Im selben Jahr 1551 übernahm er Bygholm als Lehen, das er bis zu seinem Lebensende behielt. Daneben hielt er mehrere weitere Lehen, darunter das im Zuge der Reformation 1560 säkularisierte Kloster Øm, das König Friedrich II. jedoch schon 1561 abreißen ließ. In den Überresten des Klosters wurde Schloss Skanderborg erbaut, das Rosenkrantz 1561 zum Lehen erhielt. Im ebenfalls säkularisierten Kloster von Horsens stiftete Holger Ottesen 1564 ein Hospital. Auf Boller empfing Holger Rosenkrantz im November 1560 auch König Friedrich II.
Aus seiner ersten Ehe hatte Holger Ottesen keinen Erben. 1565 verlobte er sich daher mit der jungen Karen (Karine) Gyldenstierne (1544–1613). Im selben Jahr erhielt er das Recht, das vom Bau des Schlosses in Skanderborg übriggebliebene Baumaterial des niedergelegten Klosters zu nutzen. Damit wurde der Westflügel von Boller errichtet. Im Dezember 1567 besuchte König Friedrich II. ein zweites Mal Boller. Nach der Hochzeit 1568 ließ sich Holger Ottesen mit seiner jungen Frau auf Skanderborg nieder. Karen führte ein Stammbuch, das als Liederhandschrift Langebek erhalten ist. Sie bekamen vier Söhne.
1575 starb Holger Ottesen Rosenkrantz auf Bygholm. Seine Lehen fielen wieder an die Krone. Seine Witwe zog sich auf das Privateigentum in Boller zurück und setzte die Baumaßnahmen fort. Zunächst ließ sie Rosenvold fertigstellen. Anschließend ließ sie den Ostflügel von Boller im Renaissancestil erbauen. Er weist eine Inschrift auf, die belegt, dass er von Holger Rosenkrantz’ Witwe Karen Gyldenstierne 1588 errichtet wurde. Die Fassade dieses Flügels ist zum Innenhof hin original erhalten. Im Hof befand sich ein achteckiger Treppenturm. Im Inneren waren die Gebäudetrakte nicht miteinander verbunden. Neben dem Schloss entstand ein Wirtschaftshof. Karen Gyldenstierne vergrößerte den Grundbesitz. Für sich selbst richtete sie im aufgegebenen St.-Hans-Kloster bei Horsens, das ihr Mann kurz vor seinem Tod gekauft hatte, ihren Witwensitz Schloss Stjernholm ein. Dort wurde sie 1596 von Johann Rud, dem Gutsherrn im benachbarten Møgelkær, angeklagt, seine an Schwangerschaftsdepressionen leidende junge Ehefrau Anne Hardenberg verhext zu haben. Während der Prozess vom König niedergeschlagen würde, wurde in einem ähnlich gelagerten Fall Christence Kruckow als Hexe hingerichtet.
1592 übernahm ihr ältester Sohn Otte Christoffer Rosenkrantz (1569–1621) Boller. Er hatte nie ein öffentliches Amt inne. Mit Spekulationen und aufwendigem Lebensstil verschwendete er das Erbe. Stjernholm verkaufte er bereits 1616 an die Krone. Seine Kinder mussten auch die Güter Boller und Rosenvold einschließlich des gesamten Inventars verkaufen, um die enormen Schulden von rund 100.000 Speciestalern zu begleichen. Sein jüngerer Bruder, der weitgereiste Lebemann Frederik Rosenkrantz (1571–1602), und sein Cousin Knud Gyldenstierne wurden die Vorbilder für die Figuren Rosencrantz und Guildenstern in Shakespeares Hamlet, als sie auf ihrer Kavaliersreise 1592 England besuchten.
Karen Gyldenstierne ließ in Uth anstelle der mittelalterlichen Kirche, in der die Vorfahren begraben waren, 1575–77 die von ihrem Mann geplante neue Kirche als Grablege für ihn und ihre Familie errichten und stiftete den Altar. Holger Ottesen Rosenkrantz, seine beide Ehefrauen und die Töchter aus erster Ehe sind dort in der Grabkapelle beigesetzt. Auf dem von Gert van Groningen, einem für den König in Skanderborg tätigen Bildhauer, geschaffenen Grabmal ist Holger Rosenkrantz zwischen seinen beiden Ehefrauen Mette Krognos und Karen Gyldenstierne abgebildet, die frühverstorbenen Töchter aus erste Ehe zu Füßen der Mutter. Das Epitaph für Holger Rosenkrantz zeigt ihn mit seiner zweiten Frau und den gemeinsamen vier Söhne, von denen zwei in der Kindheit starben. Nachdem die Familie Rosenkrantz nicht mehr Eigentum an Boller hatte, wurden die meisten anderen Särge und Grabsteine der in Uth beigesetzten Familienangehörigen in die Kirche von Hornslet bei Schloss Rosenholm überführt.

### Ellen Marsvin und Kirsten Munk

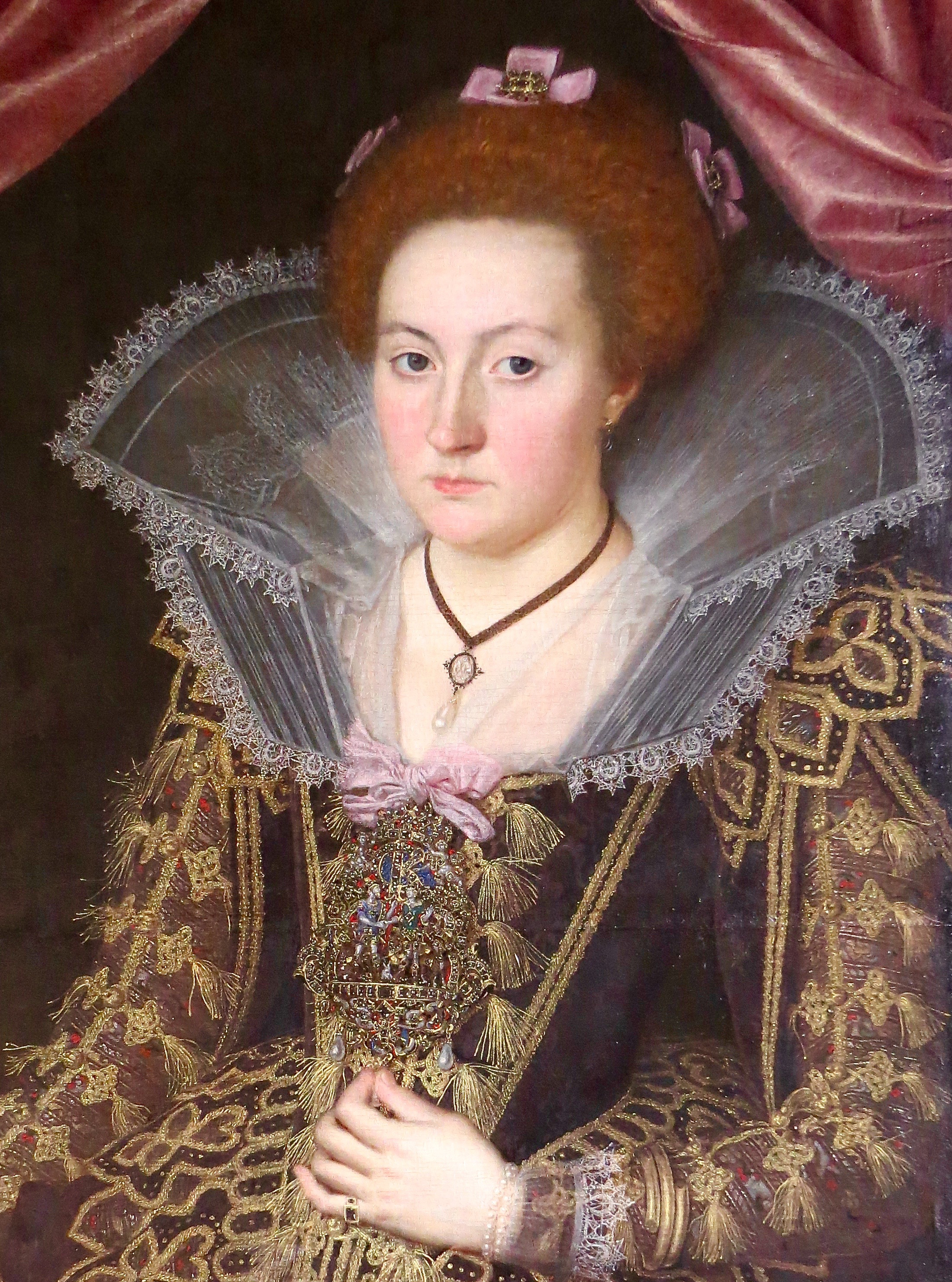
Kirsten Munk bewohnte Boller von 1630 bis 1658.

Neue Eigentümerin wurde 1621 Ellen Marsvin, die reiche Witwe des Statthalters von Norwegen, Ludvig Munk, und Schwiegermutter von König Christian IV. Durch die morganatische Ehe ihrer Tochter Kirsten Munk mit dem König genoss sie großen Einfluss am Hof. Im großen Stil kaufte sie Güter verschuldeter Adliger auf und wurde so zur größten Grundbesitzerin von Dänemark. Bei dem Kauf von Boller und Rosenvold agierte sie aber möglicherweise als Strohmann des Königs, denn dem König war es durch seine Handfeste verboten, adligen Grundbesitz zu erwerben. Boller sollte wohl Kirsten Munk als Wittum dienen. Da der König wegen seiner Kriege selbst hochverschuldet war, nicht zuletzt bei seiner Schwiegermutter, erhielt jedoch zunächst diese die Rechte an dem Gutskomplex. 1623 empfing Ellen Marsvin dort ihren königlichen Schwiegersohn.
1628 betrog Kirsten Munk den König und versuchte mit ihrem Geliebten nach Schweden zu fliehen. Nach der Scheidung veranlasste der König Ellen Marsvin 1630, Boller und Rosenvold ihrer Tochter zu übergeben. Ellen Marsvin gab ihrem Ärger über ihre Tochter Ausdruck, indem sie ihr das Haus komplett leer hinterließ. Bei ihrer Ankunft am 13. April 1630 fand Kirsten Munk eine geleerte Speisekammer und nicht einmal eine Bettdecke vor, wie sie Morten Madsen, dem Bischof von Aarhus, brieflich klagte. Kirsten Munk lebte bis zu ihrem Lebensende in den zu ihrem Gutsbezirk gehörenden Schlössern, teilweise unter strengem Hausarrest. 1635 wurde sie sogar für einige Zeit auf dem königlichen Gut Stjernholm inhaftiert, weil der König ihr vorwarf, ihn vergiften zu wollen. Als Wohnung richtete sie sich den Ostflügel von Schloss Boller ein. Erhaltene Listen über Lieferungen von Nahrungsmitteln einschließlich teurer Gewürze und Weine an ihren Hof und ein Inventar ihrer Besitztümer belegen, dass sie dort ein Leben im Luxus führte. Christian IV. sah sie nicht wieder. Kurz vor seinem Tod 1648 legitimierte er aber ihre Ehe und garantierte ihr so das Recht auf ihren Witwensitz. 1649 erbte sie auch das Vermögen ihrer Mutter und vergrößerte das Gutsgebiet durch weitere Landkäufe. Ihr Onkel Otte Marsvin übernahm die Gutsverwaltung. Getreideexporte garantierten ihren Wohlstand. Um 1652 richtete sie eine Holländerei ein. Nach einem von ihr selbst angelegten Verzeichnis gehörten zu dem großen Besitz 225 Bauernhöfe und 46 Handwerkerhäuser in der Bjerre- und der Hatting-Harde. Im Torstenssonkrieg (1643–1645) und Zweiten Nordischen Krieg (1657–1660) plünderten feindliche Truppen auch das zu Boller gehörende Land, 1658/59 suchte eine Pestepidemie das Gebiet heim. Kirsten Munk machte Stiftungen für ein Hospital in Uth und die Klosterkirche von Horsens.
Kirsten Munk starb 1658. Nach ihrem Tod blieb der Gutsbezirk im Besitz ihrer Kinder. 1663 wurde Corfitz Ulfeldt, der Ehemann ihrer Tochter Leonora Christina, wegen Hochverrats verurteilt. König Friedrich III. zog daraufhin alle Güter der Familie ein und verkaufte sie weiter. Die in Hamburg ansässigen Kaufleute Albert Baltzer Berns und sein Schwager Leonhard Marselis erhielten aus dem königlichen Vermögen Boller zusammen mit dem säkularisierten Kloster Mariager als Ausgleich für die Schulden von Kirsten Munks Sohn Waldemar Christian zu Schleswig und Holstein. Die aus den Niederlanden stammende und dort auch größtenteils ansässige Familie Marselis, insbesondere Leonhards Vater Gabriel Marselis der Ältere und sein Bruder, der jüngere Gabriel Marselis, erlangte in der Mitte des 17. Jahrhunderts eine führende Rolle als Finanziers des dänischen Königs.

### Im Eigentum der Lehnsgrafen von Friisenborg

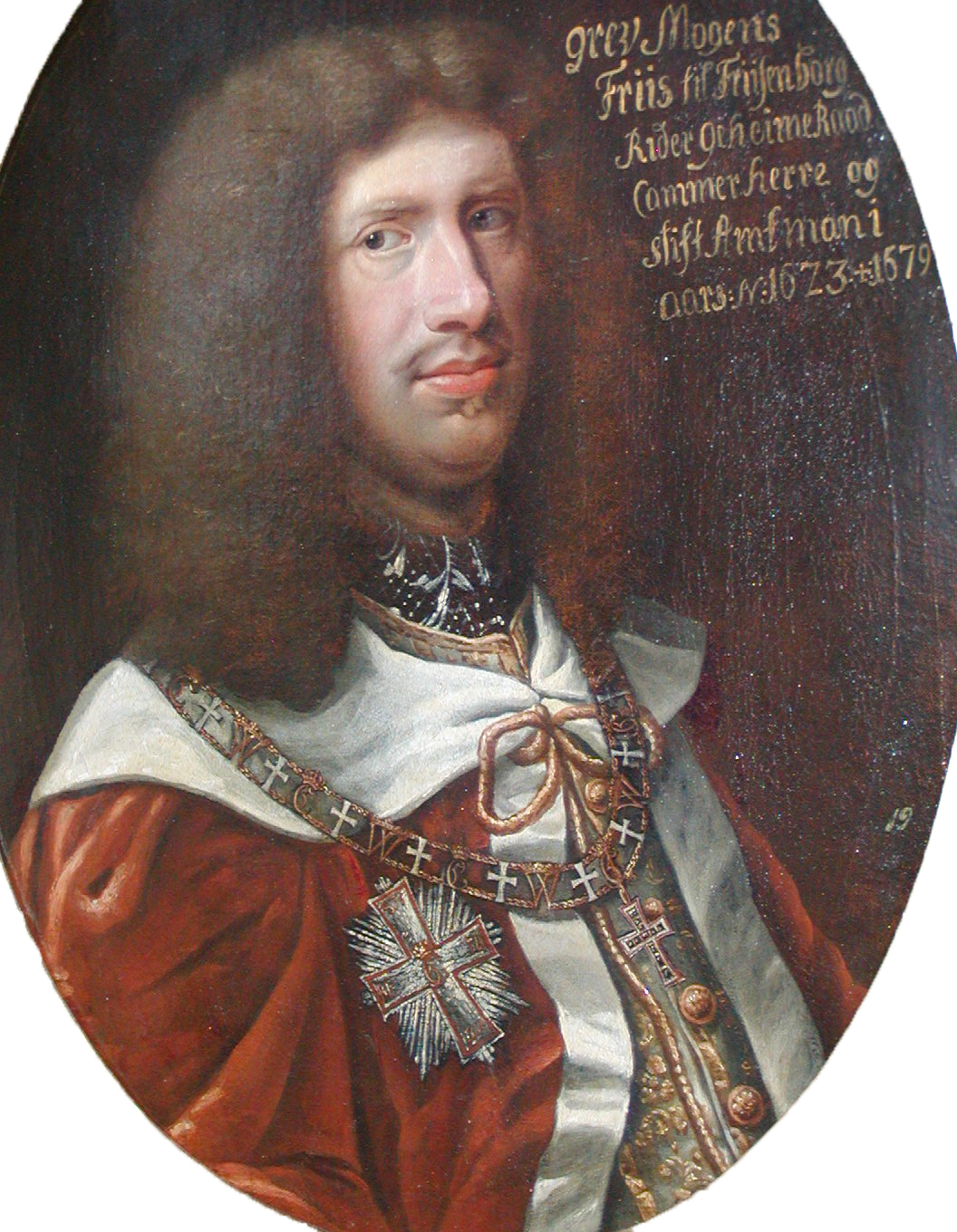
Mogens Friis

Baltzer Berns und Marselis verkauften das Gut im folgenden Jahr 1664 an Mogens Friis (1623–1675) weiter. Er war im Hause des Gelehrten Holger Rosenkrantz aufgewachsen, eines Enkels von Otte Holgersen Rosenkrantz. Seit Mitte der 1640er-Jahre stand er als Diplomat in dänischen Diensten, zuletzt als Geheimrat und Stiftamtsmann von Aarhus. 1672 verlieh ihm König Christian V. den neugeschaffenen Titel eines Lehnsgrafen. Sein Besitz Friisenborg wurde zur Lehnsgrafschaft erhoben. In seiner Familie blieb Gut Boller bis 1930. Da es nur eines von vielen Gütern im Eigentum der Familie war, wurde es nicht ständig bewohnt. Zeitweise diente es als Witwensitz.

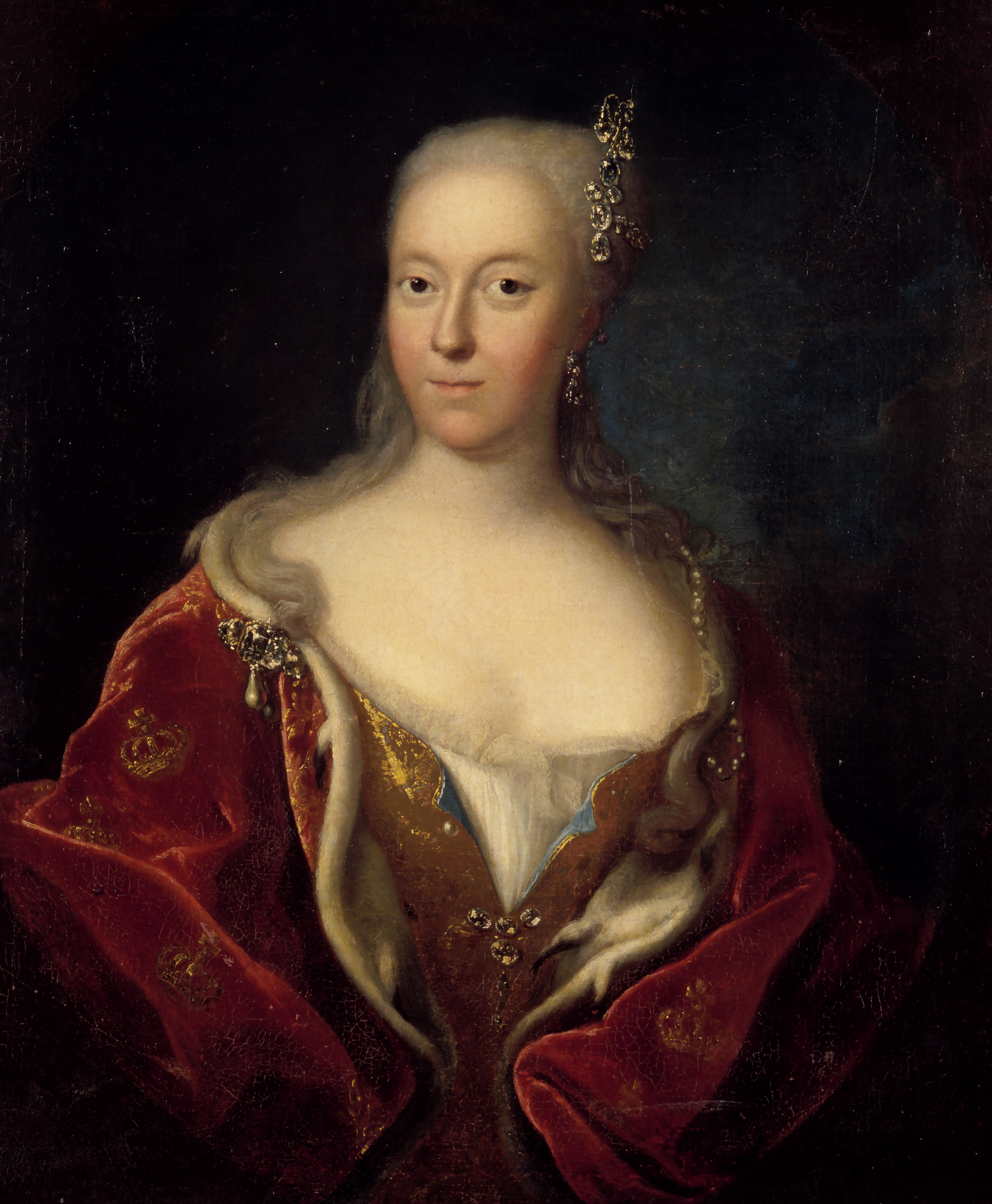
Anna Sophie von Reventlow

Mogens’ Sohn Niels heiratete Christine Sophie von Reventlow (1672–1757), eine Tochter des Kanzlers Conrad von Reventlow. Er starb schon 1699. Sie heiratete in zweiter Ehe Ulrich Adolph von Holstein (1664–1737), ab 1708 Graf von Holsteinborg. Boller verblieb unter ihrer Verwaltung. Für die Kirche in Uth stiftete sie eine neue Kanzel. 1711 wurde ihre jüngere Schwester Anna Sophie von Reventlow die Geliebte von König Friedrich IV. Da der König verheiratet war, floh das Paar vom königlichen Hof und verbrachte den Sommer 1712 auf Boller. In nahegelegenen Skanderborg schlossen sie eine Ehe zur linken Hand. Nach dem Tod seiner ersten Gemahlin Louise zu Mecklenburg (1667–1721) wurde Anna Sophie von Reventlow offiziell zur Königin von Dänemark bis zum Tod König Friedrichs 1730.
Christian von Friis zu Friisenborg (1691–1763) erbte den Besitz nach dem frühen Tod seines Vaters 1699, hielt sich aber selten auf dem Gut auf. Er schlug eine militärische Laufbahn in dänischen und kaiserlichen Diensten ein, die er auch nach Beendigung des Großen Nordischen Krieg fortsetzte. Mit seiner Frau Öllegaard von Gersdorf (1687–1734) hatte er fünf Töchter, aber keinen Sohn, und war damit der letzte männliche Vertreter seines Geschlechts. 1759 begann er den grundlegenden Umbau des Schlosses, den sein Schwiegersohn Erhard von Wedel-Friis nach seinem Tod bis 1769 fortführte. Süd- und Nordflügel wurden verlängert, um eine einheitliche Westfront zu schaffen. Der Westflügel wurde komplett neu aufgeführt. Die Flügel erhielten ein durchgehendes Dach und eine einheitliche, schlichte Fassade nach außen, während im Innenhof die Fassaden von Nord- und Ostflügel erhalten blieben. Türme, Treppenturm und Stufengiebel verschwanden. Eine repräsentative Treppe führte zum Festsaal im Obergeschoss des Nordflügels. Davor wurde ein barocker Garten angelegt. Das Treppenhaus wurde ins Innere verlegt, die einzelnen Flügel durch Mauerdurchbrüche miteinander verbunden. Die repräsentativen Räume wurden mit Stuck, Deckengemälden und Tapeten ausgestattet und dem Zeitgeschmack entsprechend neu möbliert. Die Kamine aus der Renaissancezeit wurden durch moderne Öfen ersetzt. Das Schloss war, wie auf zeitgenössischen Abbildungen zu sehen ist, weiß verputzt. Auch der Wirtschaftshof wurde vergrößert. Erhard von Wedel-Friis ließ auch die Kirche von Uth renovieren.
Nachdem Erhard von Wedel-Friis und seine Frau Christine Sophie kinderlos gestorben waren, erbte 1787 Christine Sophies jüngere Schwester Elisabeth Sophie (1714–1799), die ebenfalls kinderlose Witwe des Landreformers und Deichbauers Jean Henri Desmercières, das Gut und die Grafschaft. Bevor sie mit ihren eigenen Möbeln in Boller einzog, veranstaltete sie 1788 eine Auktion, auf der die bisherige Einrichtung verkauft wurde. Die Auktionsliste ermöglicht eine Rekonstruktion der Einrichtung vor 1788, zu der auch noch einzelne Gegenstände aus der Zeit von Kirsten Munk gehörten. Auf Boller setzte sie Reformen durch. Ab 1781 wurde die Leibeigenschaft aufgehoben, 1788 auf den Ländereien von Boller die Verkopplung durchgeführt. 1791 war der Großteil der Ländereien an insgesamt 338 Pächter vergeben. Die Verpflichtung der Pächter zu Hand- und Spanndiensten auf den direkt zum Gut gehörenden Feldern blieb aber noch bis 1850 erhalten. Elisabeth Sophie Friis-Desmercières lebte bis zu ihrem Tod 1799 auf Boller.

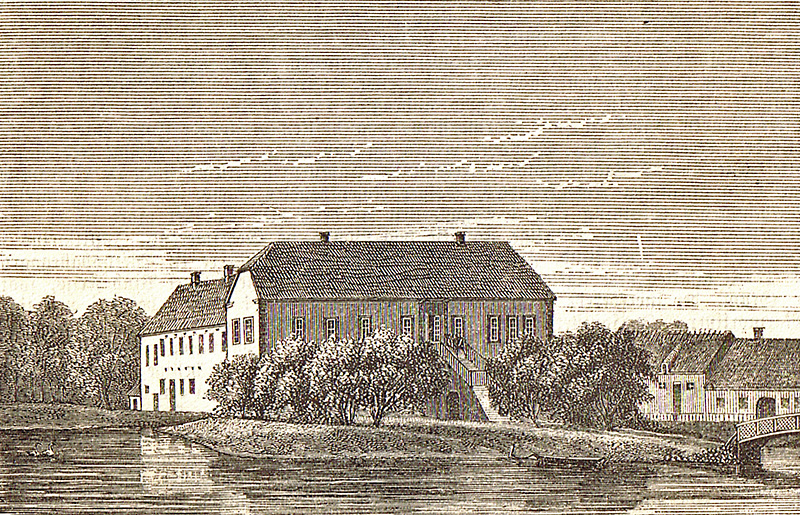
Schloss Boller, Lithographie nach einem Gemälde von Ferdinand Richardt (1819–1895) von 1844.

Anschließend ging das Eigentum auf Elisabeth Sophies Großneffen Lehnsgraf Friedrich Karl Krag-Juel-Vind-Frijs (1753–1815), den Enkel der nächstjüngeren, 1774 verstorbenen Schwester Brigitte Christine, über. Seine verwitwete Mutter Sophie Magdalene Krag-Juel-Vind-Frijs (1734–1810) ließ sich auf Boller nieder. Dort empfing sie vornehme Gäste, darunter die russische Prinzessin Katharina Pawlowna. Die Landschaftsreformen wurden fortgesetzt, mehrere Meierhöfe abgeteilt und zusätzlich zum Gemüse- und Kräutergarten, der die Hofküche schon immer versorgte, ein Obstgarten angelegt. Der Garten wurde als englischer Landschaftsgarten mit exotischen Gehölzen ausgestattet. Eine 750 Meter lange Lindenallee zog sich durch Garten und Wald bis zum Meer.
Nach dem dänischen Staatsbankrott von 1813, der viele Bauern in den Ruin trieb, kaufte Jens Christian Krag-Juel-Vind-Frijs (1779–1860) zahlreiche verschuldete Pachthöfe auf. 1844 integrierte er Boller in die Grafschaft Frijsenborg. Im selben Jahr ließ er erneut Umbauten an dem seit Längerem unbewohnten Schoss vornehmen. Der Südflügel wurde in drei Gästeapartments aufgeteilt, die Wände gestrichen und die Zimmer neu einrichtet. Diese Erneuerungen geschahen vor dem Besuch von König Christian VIII., der sich mit Königin Caroline Amalie, Kronprinz Friedrich und einem großen Gefolge von insgesamt 84 Personen auf einer Reise durch Jütland befand und sich im September 1844 für zwei Wochen auf Boller aufhielt. Am 18. September wurde der Geburtstag des Königs im Garten von Boller gefeiert. Anlässlich des königlichen Besuches malte Ferdinand Richardt das Schloss.
1849 ging durch die neue Verfassung die Lehnsgrafschaft in Krag-Juel-Vind-Frijs’ Privateigentum über. Er bezog Boller als seinen Ruhesitz. In den folgenden Jahren verkauften er und sein Sohn Christian Emil Krag-Juel-Vind-Frijs (1817–1896) einen Teil des Landes an die ehemaligen Pächter. Trotzdem blieb die Familie der größte Landeigentümer in Dänemark. Christian Emil Krag-Juel-Vind-Frijs war nach dem Deutsch-Dänischen Krieg als Staatsminister ab 1865 für die Ausarbeitung der neuen Verfassung verantwortlich. 1870 schied er aus der Regierung aus und ließ sich auf Schloss Boller nieder. Er war der letzte Bewohner aus der Familie Friis. Er legte ein Sägewerk und eine Baumschule an, die sein Sohn Mogens Krag-Juel-Vind-Frijs (1848–1923) erweiterte.

### Seit 1930
1930 verkaufte Mogens Tochter, Agnes Louise Krag-Juel-Vind-Friis, Boller an den dänischen Staat. Der Besitz wurde zerteilt. Wald und Park gehören dem „Boller Statsskovdistrikt“ und sind für die Öffentlichkeit zugänglich. Das Ackerland wurde parzelliert und an Bauern verkauft. 1937 brannte ein Teil der teilweise noch aus dem 16. Jahrhundert stammenden, reetgedeckten Hofgebäude ab und wurde nicht wieder aufgebaut.
Das seit 1896 unbewohnte Schloss kaufte die Skanderborger Krankenkasse, die dort eine Pflegeeinrichtung für Rekonvaleszenten einrichtete. Das Gebäude wurde den Bedürfnissen von rund 50 Patienten und Pflegepersonal entsprechend umgebaut. Die Schlaf- und Aufenthaltsräume der Patienten erhielten Linoleumfußboden. Die Außentreppe zum Garten wurde abgerissen. Einrichtung und Ausmalung blieben aber größtenteils erhalten. Von 1965 bis 2012 betrieb die Horsens Kommune in dem Schloss ein Pflegeheim mit 27 Plätzen. Seit 2015 befindet sich Schloss Boller im Privateigentum, wurde bis 2017 renoviert und in einzelne Wohnungen aufgeteilt.

## Park
Der von einer Mauer umgebene Park ist im Sommerhalbjahr frei zugänglich. Er umfasst nur noch einen Bruchteil der Anlage von 1800. Im Park befindet sich eine der dicksten Eichen in Dänemark, die sogenannte Margaretheneiche, die noch aus der Wikingerzeit stammen soll. Wanderwege führen durch den Wald zum Fjord und zur alten Mühle.